# Zygophylax africana
Zygophylax africana är en nässeldjursart som beskrevs av Eberhard Stechow 1923. Zygophylax africana ingår i släktet Zygophylax och familjen Lafoeidae. Inga underarter finns listade i Catalogue of Life.